# 瑞士政治

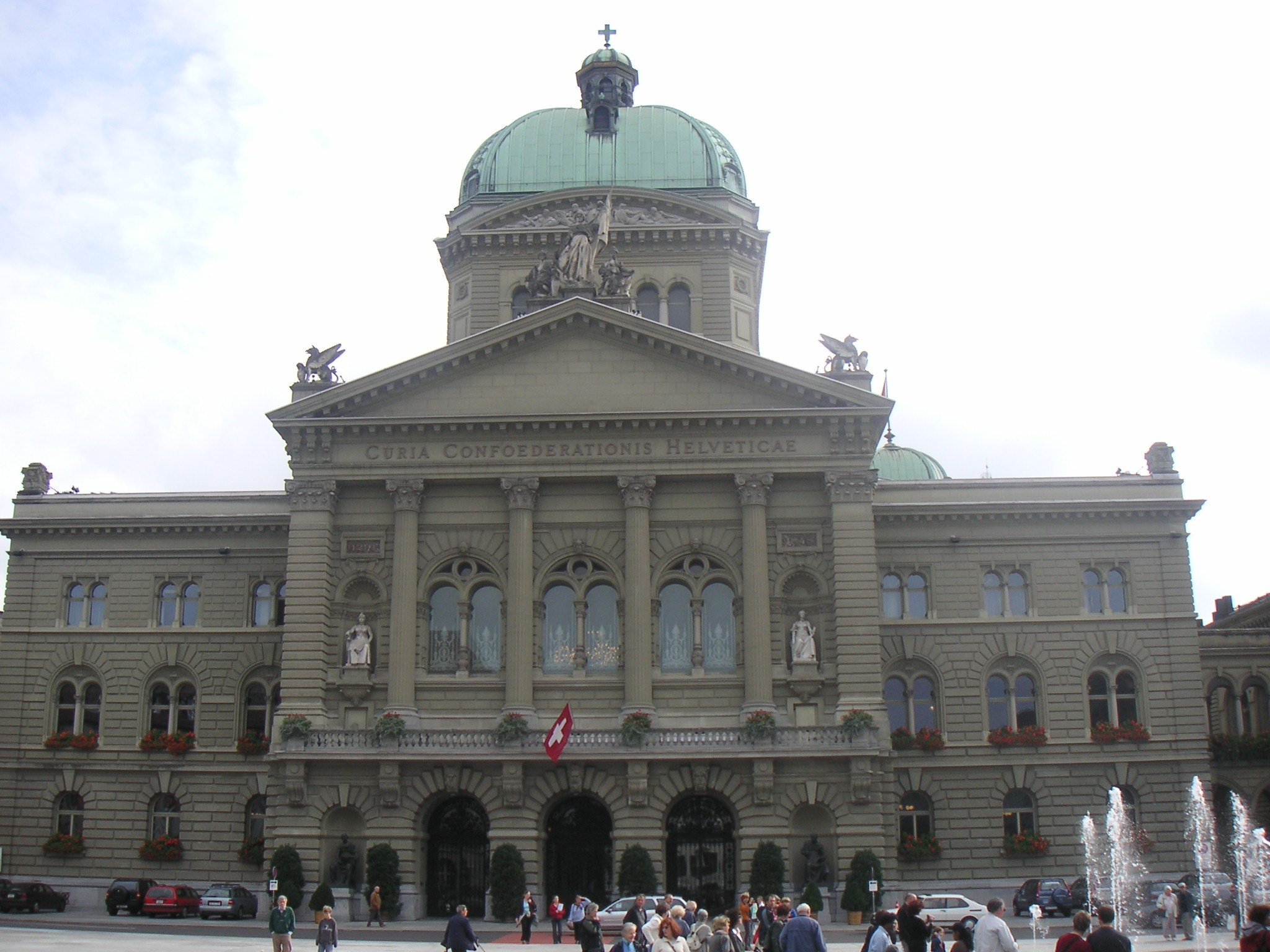
伯尔尼的联邦大厦，又稱為「聯邦議事堂」，在入口上方的標題「Curia Confoederationis Heleticae」是拉丁文。

瑞士是歐洲中部的一個實行聯邦制度的國家，也是世界上少數實行委員制的國家，擁有一個兩院制的聯邦议會，由國會兩院選出的瑞士聯邦委員會負責施政。此外，國會也會從委員會成員中選出象徵性的聯邦總統。
除了國會與委員會之外，瑞士也實行直接民主制度，國民能夠透過公民投票複決國會法案，或是進行新法案的倡議。
在外交上，瑞士是一個實行武裝中立的永久中立國，直到2002年才在稍微過半數的公民同意下加入聯合國。到目前為止，瑞士還未加入歐洲聯盟，而在瑞士，反對加入歐盟的比例一直是佔壓倒性的民意。

## 聯邦议會
瑞士的立法機關稱為聯邦议會（德語：Bundesversammlung），這是一個行兩院制的议會。其中的國民院（德語：Nationalrat）是代表人民；聯邦院（德語：Ständerat）則是代表各州與半州。 
以下是聯邦國會所擁有的一些職權：
- 制定聯邦機關的組織與選舉相關法律。
- 制定或修改聯邦憲法。
- 制定聯邦機關人員的工資與官職的設置。
- 制定國家預算。
- 監督並且選舉聯邦委員會、聯邦法院、聯邦辦公廳主任以及軍隊總司令。

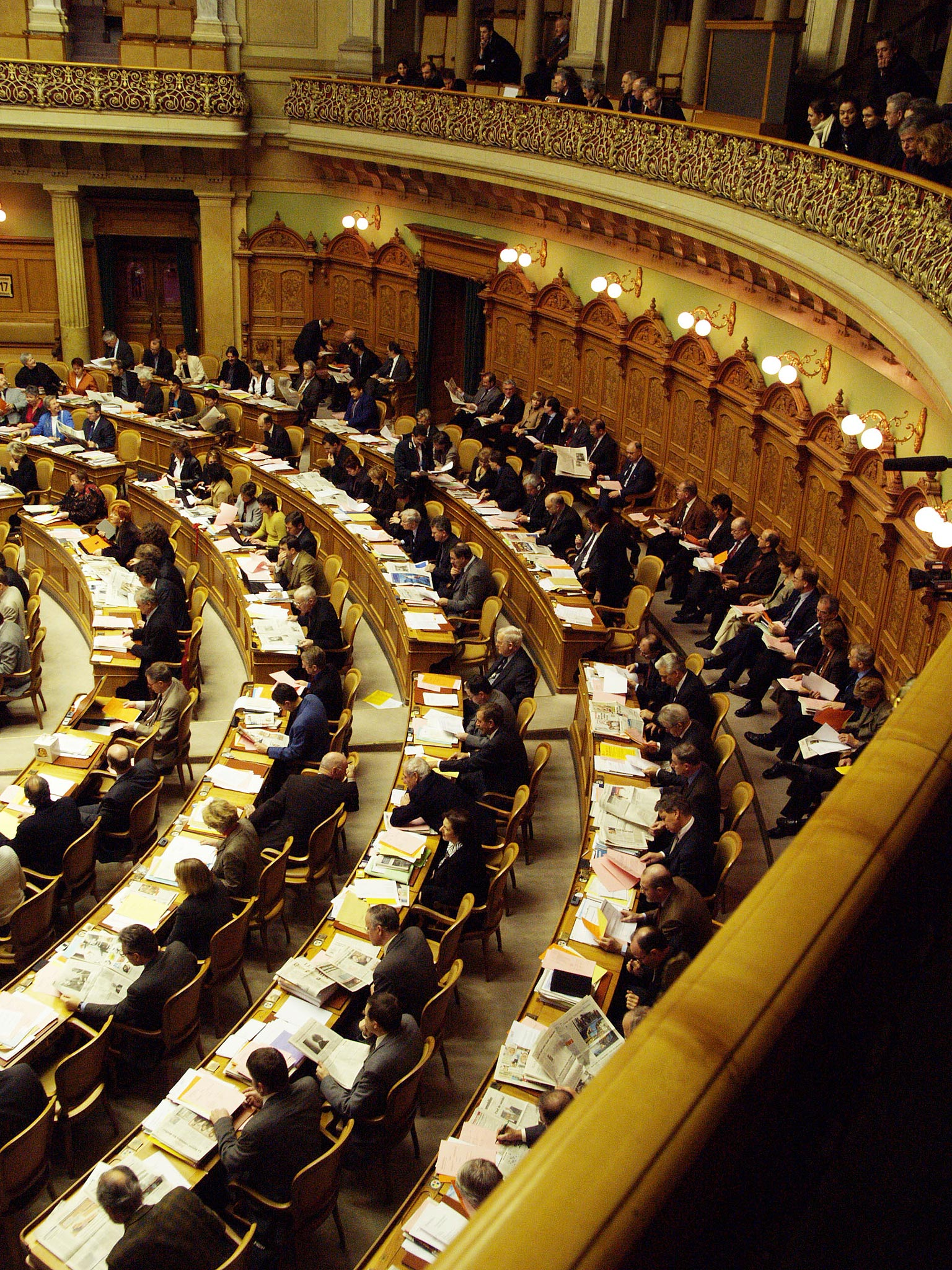
聯邦國會的開議情形，左方大部分是國民院議員，右方最後一排是聯邦院議員，上層則是旁聽席。

- 處理各邦之間的爭議，並且維持秩序。
- 調動軍隊。
- 維持國家的中立、獨立與國家安全。
- 批准與外國之間的協議。

### 國民院
國民院的議員是由人民直接選舉出來。由於選區以邦或半邦來劃分，因此各邦選出的議員人數與各邦人口數量相關。現在的國民院議員一共有200人。議員的任期是四年，每四年就會全部改選一次，並且可以不限次數地連任。當議會發生出缺情形，可以由選舉時得到次多票的候選人接任。另外瑞士聯邦憲法也規定，這些國民院議員不得兼任聯邦院議員、聯邦委員，以及委員會任命的官員。

### 聯邦院
聯邦院的議員也是人民直選，但是人數是以每邦兩人、每半邦一人的方式來分配。目前的聯邦院議員人數是46人。這些議員的選舉規定不在聯邦憲法當中，而是由各邦自行決定，因此各邦任期並不一致，從一年到四年不等。與國民院相同的是，聯邦院議員也不可以兼任另一院的議員以及聯邦委員會成員。

## 聯邦委員會

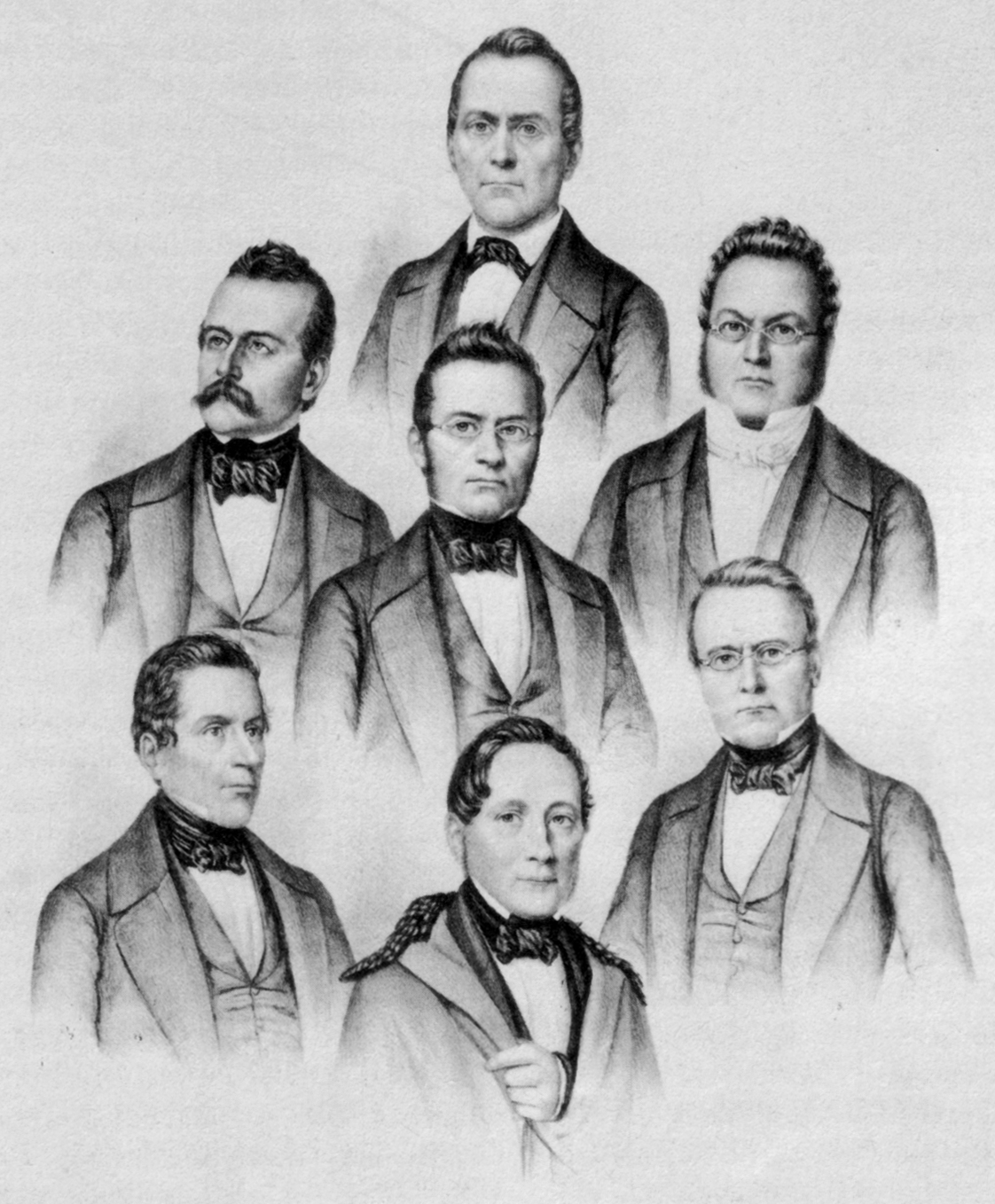
1848年選出，最早的七位聯邦委員。

瑞士聯邦的最高行政機關稱為瑞士聯邦委員會（德語：Schweizerischer Bundesrat），其中有七位委員，他們是由聯邦國會的聯席會議負責選舉，候選資格和國民院議員相同。通常這些委員是從國會議員中選出，在成為委員之後，議員職位將會由其他人來遞補。
同時委員也不可以有其他職業、不得兼任國會任何一院的議員、不能擁有聯邦法院的職位。在擔任委員的期間，不可以在其他聯邦政府和各州政府中任職。
聯邦委員會擁有行政權、參與立法權、任命權、外交權、軍事權、監督權以及財政權。委員們是以開會的方式來決定政策，如果參與會議的委員人數不到四人，那麼會議就無法召開。這些委員雖然各有所屬政黨，但是並不會執行任何政黨的政策。政策需要考慮每一位委員的意見，如果委員的意見無法達成共識，便會交由聯邦國會協調。

### 總統與副總統
聯邦國會每年所舉行的聯席會議，會從聯邦委員會中選出聯邦總統（德語：Bundespräsident）與聯邦副總統。總統與副總統的任期都是一年，並且不能在第二年連任，也不能在改選後交換職位。此外，瑞士總統並沒有特殊的權力，他的地位與其它的委員會成員相同，這樣的職位也稱為「同僚中的第一人」（拉丁文：Primus inter pares）。

### 部门
聯邦委員會之中設有七個部门，分別由七位委員（包括總統與副總統）擔任部長。這七個部门、現在的部長以及所屬政黨分別是：
| 部门名稱 | 首長                                  | 政黨       |
| --- | ------------------------------------- | ---------- |
| 聯邦外交事務部 Eidgenössisches Departement für auswärtige Angelegenheiten EDA                                | 伊尼亚齐奥·卡西斯 Ignazio Cassis      | 自由民主党 |
| 聯邦內政部 Eidgenössisches Departement des Innern EDI                                                        | 阿蘭·貝爾塞 Alain Berset              | 社会民主党 |
| 聯邦環境、交通、能源與通訊部 Eidgenössisches Departement für Umwelt, Verkehr, Energie und Kommunikation UVEK | 西莫內塔·索馬魯加 Simonetta Sommaruga | 基督民主党 |
| 聯邦国防、民防與體育部 Eidgenössisches Departement für Verteidigung, Bevölkerungsschutz und Sport VBS        | 维奥拉·阿姆赫德 Viola Amherd          | 基督民主党 |
| 聯邦司法警察部 Eidgenössisches Justiz- und Polizeidepartement EJPD                                           | 卡琳·凯勒-祖特尔 Karin Keller-Sutter  | 社会民主党 |
| 聯邦財政部 Eidgenössisches Finanzdepartement EFD                                                             | 于利·毛雷尔 Ueli Maurer               | 人民黨     |
| 聯邦經濟事務部 Eidgenössisches Volkswirtschaftsdepartement EVD                                               | 居伊·帕姆兰 Guy Parmelin              | 人民黨     |

## 聯邦秘書處與秘書長
瑞士聯邦秘書處（德語：Schweizerische Bundeskanzlei）是同時處理聯邦國會與聯邦委員會的秘書業務，並且受兩者監督的機構。除了秘書事務，這個機構也負責協調國會與委員會的關係。
秘書處的首長稱為聯邦秘書長（德語：Bundeskanzler），任期是四年，選舉方式與時間和聯邦委員相同。此外，聯邦秘書長雖然並不是委員會的正式成員，但是他扮演了委員會幕僚首長的角色。

## 直接民主
瑞士实行的直接民主制度也稱為直接立法，發源於18世紀。直接立法分成兩種形式，一種稱為「複決」，另一種則是「倡議」。其中複決權是公民對於議會立法的認可與否決權。可以分成強制複決權與非強制複決權。倡議則是公民提議新法案或修改原有法案。
複決權是指當憲法受到修改時，或是政府與議會通過與憲法相關的法令時，這些提議將會自動付諸公民表決。當多數公民與多數邦都表決通過，才算是立法完成。非強制複決權，則是國會制定一般法案或是15年以上的國際條約時，不需要自動提交公民投票也可以通過。但是如果在法案通過的100天之內，有5萬人以上的公民連署，或是有8個邦的提議，那麼法案將會送交公民複決。在連署或提議送達聯邦秘書處之後，將會在4週之內展開公民投票。投票結果依照多數公民的意向，不需多數邦的支持。
除了對議會法案的複決之外，瑞士公民也可以主動提出新的法案，或是修改和取消舊的法案。當連署人數滿10萬人，那麼就可以要求全面修改憲法。政府收到要求之後，將會在個月之內提交公民投票表決。當公民提議部分修改憲法，但是只有提出原則，並沒有提出明確條文時，議會可以決定是否接受。如果議會接受提議，那麼將會自行擬定法案送交公民投票。如果議會不接受，則會先將議案的成立與否送交公民投票，如果公民支持議案，那議會就會開始擬定新法案，擬定完成後再次展開公民投票。

## 政黨與選舉

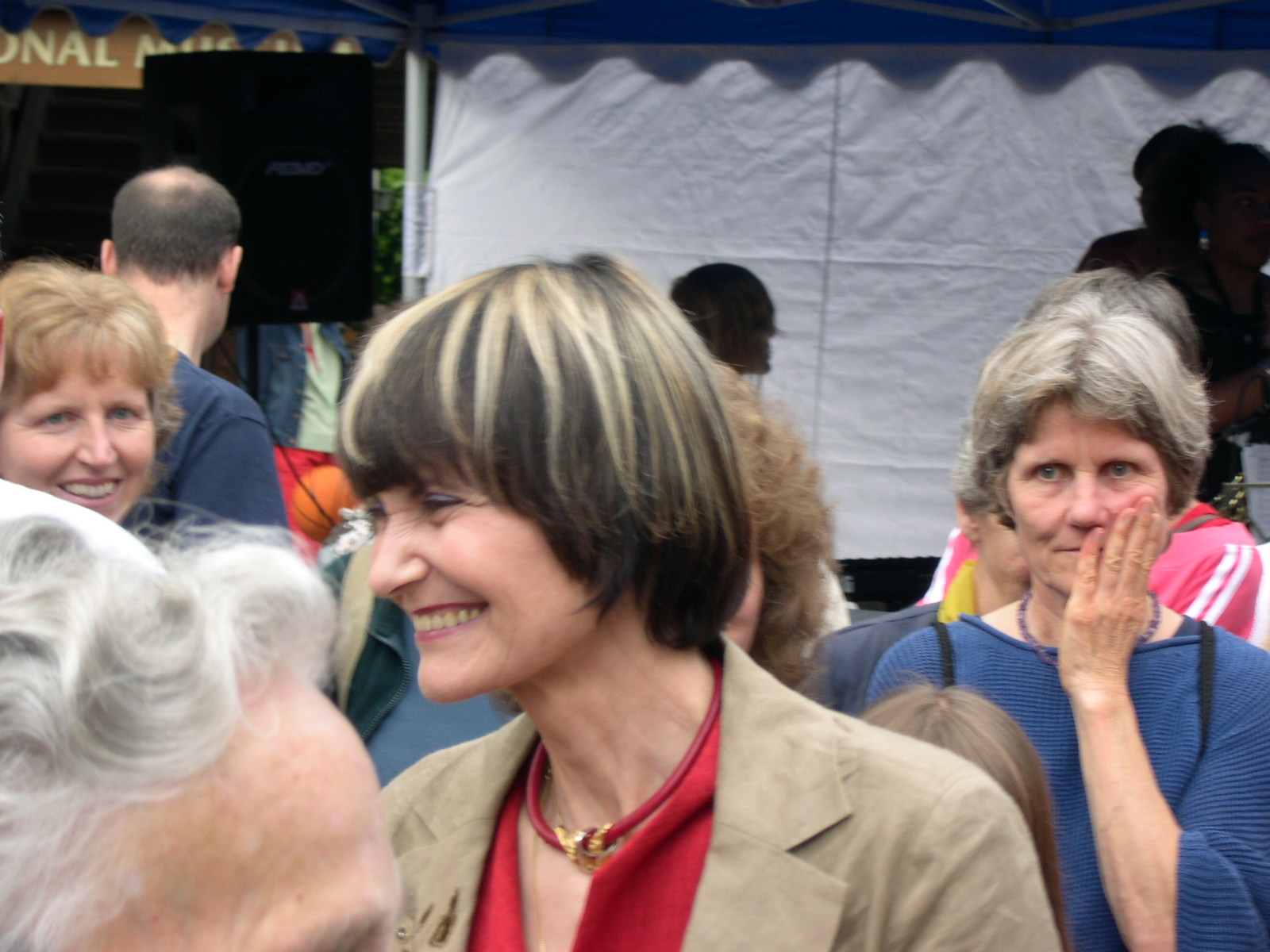
2007年的瑞士聯邦總統米舍利娜·卡尔米-雷伊（Micheline Calmy-Rey）來自日內瓦，是瑞士社會民主黨成員。

瑞士是一個多黨制的國家，目前的聯邦委員會成員分別來自四個政黨，這四個政黨也稱為政府黨。分別是：瑞士自由民主黨、瑞士社會民主黨、瑞士基督教民主人民黨以及瑞士人民黨。國民院的政黨則比較多元。以下是2011年和2015年聯邦院選舉各黨所得席次：
2015年10月18日瑞士聯邦選舉聯邦院選舉結果
| 政黨                         | 席次 | 2011年席次 |
| ---------------------------- | ---- | ---------- |
| 瑞士人民黨 SVP/UDC           | 5    | 5          |
| 瑞士社會民主黨 SPS/PSS       | 12   | 11         |
| 瑞士自由黨 FDP-Liberals      | 13   | 11         |
| 瑞士基督教民主人民黨 CVP/PDC | 13   | 13         |
| 瑞士綠黨 GPS/PES             | 1    | 2          |
| 保守民主黨                   | 1    | 1          |
| 綠色自由黨                   | 0    | 2          |
| 無黨籍人士                   | 1    | 1          |
| 總計                         | 46   | 46         |

## 司法

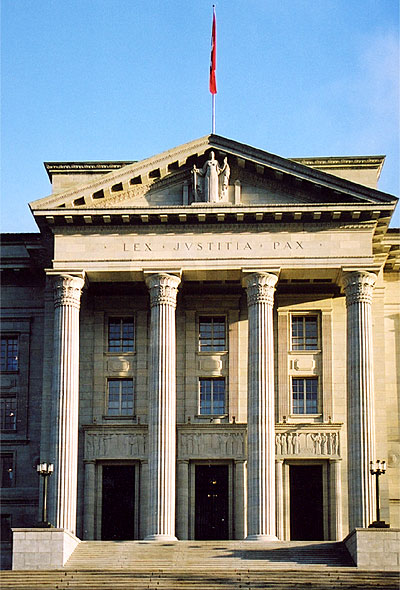
位在洛桑的瑞士聯邦最高法院。

瑞士宪法在瑞士法律编号中位于SR 101，为国家最大法律。瑞士憲法最早是在1848年制定，现行的宪法則是由瑞士公民于1999年投票通过，2000年1月1日正式施行。宪法内容包括瑞士联邦之组成，公民权利与义务，联邦体制与州级制度，国策等。瑞士憲法禁止实行死刑，並將许多权利移给各州定之。
瑞士擁有一個聯邦最高法院（法語：Tribunal fédéral），裡面的法官每6年一任，是由聯邦國會聯席會選出。最高法院的功能是處理來自各邦法院的上訴，或是監督聯邦官員。與位於伯恩的國會與委員會不同，瑞士的最高法院在洛桑。

## 行政區劃分
瑞士聯邦是由20個邦與6個半邦所組成。最新的加盟邦是1979年時，经公民投票从伯尔尼州分割而成立的汝拉州（法語/德語：Jura）。瑞士除了聯邦拥有一部宪法，也允许各邦制定邦宪法。此外，瑞士宪法留给联邦政府的权利不多，许多权利与政策是由各邦立法并执行之，在地方上也經常有各自的公民投票進行。

## 外交關係
瑞士與世界上大多數國家保有外交關係，並且在歷史上常以中介者的身份主辦一些國際協議。瑞士通常會避免加入需要承擔軍事、政治，或直接的經濟行動的聯盟。只有在2001年6月，瑞士公民投票通過參與聯合國（UN）與歐洲安全與合作組織（OSCE）的國際維和部隊。
現在的瑞士，是許多國際組織的成員，包括世界貿易組織（WTO）、經濟合作與發展組織（OECD）、歐洲自由貿易聯盟（EFTA）、歐洲委員會（Council of Europe）、國際原子能機構（IAEA）等。此外，瑞士的中央銀行是國際結算銀行的成員。